# جیم مثسن
جیم مثسن (به انگلیسی: Jim Matheson) نمایندهٔ حوزه انتخابیه چهارم یوتا از حزب دموکرات ایالات متحده آمریکا در مجلس نمایندگان ایالات متحده آمریکا است که برای نخستین‌بار در ۱۵ ژانویه ۲۰۰۱ میلادی به‌عضویت این مجلس درآمد.